# Bartomeu Ferragut Oliver
Bartomeu Ferragut Oliver "Boda" (Selva, 1701-1795). Prevere i cronista.

## Biografia
Era fill de Joan Ferragut "Boda" i d'Antonina Oliver. Va estudiar la carrera eclesiàstica i l'any 1714 -als 13 anys- va obtenir un benefici a l'església parroquial de Selva, que havia estat fundat per la dona Antonina, vídua de Bartomeu Ferragut, l'any 1597. El 1720 va ser ordenat prevere. Com a beneficiat va formar part del comú de preveres de l'església parroquial de Selva. L'any 1753 va passar a viure a Ciutat de Mallorca. De tota manera el 1764 ja tornava ser a Selva, integrat de bell nou en el comú dels preveres, on va exercir el càrrec de bosser i "adventicier". Va morir el 30 de gener de l'any 1795.

## El noticiari de Bartomeu Ferragut
Ferragut, estant a Ciutat, va tenir accés a les cartes que havien enviat els rectors de les viles de Mallorca durant els anys 1748-49, que es referien a les males anyades per manca de pluges, amb les seves conseqüències sobre la població de fam i penalitats. Aquesta documentació va ser la base del seu noticiari, que va augmentar amb altres dades recollides per ell de manera directa. A l'actualitat el manuscrit es troba a la Biblioteca Bartomeu March de Palma. Sembla que el text va ser copiat pel seu nebot segon Joan Ferragut Solivelles l'any 1846. Inclou diferents components, entre els quals destaca el noticiari des de 1747 a 1771, un resum de la mostra militar de 1515, un text sobre el culte a Ramon Llull, un escrit sobre l'expulsió dels jesuïtes de 1767, unes gloses sobre l'estat d'Europa de 1757, etc. El noticiari va ser publicat per Ramon Rosselló el 2001.